# Peperomia maijeri
Peperomia maijeri är en pepparväxtart som beskrevs av Pino & Samain. Peperomia maijeri ingår i släktet peperomior, och familjen pepparväxter. Inga underarter finns listade i Catalogue of Life.